# Erax hayati
Erax hayati är en tvåvingeart som beskrevs av Tomasovic 2002. Erax hayati ingår i släktet Erax och familjen rovflugor.
Artens utbredningsområde är Turkiet. Inga underarter finns listade i Catalogue of Life.